# Севастополь-Товарный
Севастополь-Товарный — грузовая железнодорожная станция Крымской железной дороги, расположенная в городе Севастополь, между Сапунгорским разъездом и станцией Камышовая Бухта. 

## История
Открыта в 1973 году в связи с ростом города Севастополя и для обеспечения потребностей в оказании услуг предприятиям и населению по перевозке грузов.

## Грузовые перевозки
Для производства грузовых операций на станции действуют шесть путей грузового района и три подъездных пути, пакгаузы для складирования и хранения грузов, контейнерная и тяжеловесная площадки, эстакада для выгрузки сыпучих грузов, рампа для выгрузки грузов из крытых вагонов по прямому варианту, весовой путь для перевески грузов и товарная контора, которую и собираются капитально отремонтировать.
Пассажирское сообщение по станции отсутствует.
Для экспортных операции: Севастополь-Товарный-Экспорт, код ЕСР 858403 (код Приднепровской ЖД Украины 47340).